# Kipsigicerus
Kipsigicerus — вимерлий рід східноафриканських антилоп середнього міоцену. Найближчим живим родичем є чотирирога антилопа.
Він був виявлений у Форт-Тернан, Кенія, і спочатку був описаний як вид Protragocerus. Серцевини рогів були чіткими, сильно стиснутими, причому кожен ріг зростав один до одного. Через унікальну морфологію рогів для цього виду було виділено рід Kipsigicerus.